# Waterpolo op de Olympische Zomerspelen 2008
Waterpolo is een van de sporten die beoefend werden tijdens de Olympische Zomerspelen 2008 in Peking. Het toernooi vond plaats van 10 augustus tot en met 24 augustus in het Yingdong Natatorium of National Olympic Sports Center. Nederland won het toernooi bij de vrouwen, Hongarije bij de mannen.

## Onderdelen
De volgende onderdelen vonden plaats:
- Waterpolo, mannen (12 teams)
- Waterpolo, vrouwen (8 teams)

## Kwalificatietoernooien
Op diverse toernooien konden landen zich plaatsen. Gastland China was automatisch geplaatst.

## Mannen

### Voorronde

#### Groep A
| Datum       | Uur   | Land        | Uitslag | Periode              | Land        |
| ----------- | ----- | ----------- | ------- | -------------------- | ----------- |
| 10 augustus | 9:30  | Spanje      | 16 - 6  | (5-2, 4-2, 3-1, 4-1) | Canada      |
| 10 augustus | 10:50 | Hongarije   | 10 - 10 | (3-3, 3-1, 2-4, 2-2) | Montenegro  |
| 10 augustus | 12:10 | Australië   | 12 - 8  | (5-5, 4-3, 2-0, 1-0) | Griekenland |
| 12 augustus | 9:30  | Canada      | 0 - 12  | (0-3, 0-4, 0-4, 0-1) | Montenegro  |
| 12 augustus | 10:50 | Spanje      | 9 - 8   | (4-0, 2-4, 2-2, 1-2) | Australië   |
| 12 augustus | 14:00 | Griekenland | 6 - 17  | (2-7, 2-2, 1-4, 1-4) | Hongarije   |
| 14 augustus | 12:10 | Hongarije   | 8 - 5   | (2-3, 4-2, 0-0, 2-0) | Spanje      |
| 14 augustus | 14:00 | Montenegro  | 10 - 6  | (3-1, 2-1, 5-2, 0-2) | Griekenland |
| 14 augustus | 15:20 | Australië   | 8 - 5   | (2-3, 2-1, 3-1, 1-0) | Canada      |
| 16 augustus | 10:50 | Canada      | 7 - 13  | (1-6, 4-5, 2-1, 0-1) | Griekenland |
| 16 augustus | 14:00 | Spanje      | 12 - 6  | (3-0, 4-1, 3-4, 2-1) | Montenegro  |
| 16 augustus | 15:20 | Australië   | 12 - 13 | (4-4, 1-5, 4-2, 3-2) | Hongarije   |
| 18 augustus | 10:50 | Hongarije   | 12 - 3  | (3-1, 3-0, 1-2, 5-0) | Canada      |
| 18 augustus | 12:10 | Montenegro  | 5 - 5   | (2-1, 1-2, 0-1, 2-1) | Australië   |
| 18 augustus | 15:20 | Spanje      | 10 - 6  | (2-0, 3-0, 3-5, 2-1) | Griekenland |

| Groep A |             |             |             |             |             |            |            |            |        |
| Nr.     | Land        | Wedstrijden | Wedstrijden | Wedstrijden | Wedstrijden | Doelpunten | Doelpunten | Doelpunten | Punten |
| Nr.     | Land        | G           | W           | G           | V           | V          | T          | Saldo      | Punten |
| 1       | Hongarije   | 5           | 4           | 1           | 0           | 60         | 36         | +24        | 9      |
| 2       | Spanje      | 5           | 4           | 0           | 1           | 52         | 34         | +18        | 8      |
| 3       | Montenegro  | 5           | 2           | 2           | 1           | 43         | 33         | +10        | 6      |
| 4       | Australië   | 5           | 2           | 1           | 2           | 45         | 40         | +5         | 5      |
| 5       | Griekenland | 5           | 1           | 0           | 4           | 39         | 56         | -17        | 2      |
| 6       | Canada      | 5           | 0           | 0           | 5           | 21         | 61         | -40        | 0      |

#### Groep B
| Datum       | Uur   | Land             | Uitslag | Periode              | Land             |
| ----------- | ----- | ---------------- | ------- | -------------------- | ---------------- |
| 10 augustus | 14:00 | Servië           | 11 - 7  | (1-3, 5-2, 2-2, 3-0) | Duitsland        |
| 10 augustus | 15:20 | Kroatië          | 11 - 7  | (3-3, 2-0, 4-1, 2-3) | Italië           |
| 10 augustus | 16:40 | Verenigde Staten | 8 - 4   | (3-1, 1-2, 2-1, 2-0) | China            |
| 12 augustus | 12:10 | Italië           | 11 - 12 | (1-2, 2-3, 4-3, 4-4) | Verenigde Staten |
| 12 augustus | 15:20 | Servië           | 8 - 11  | (3-1, 1-4, 1-4, 3-2) | Kroatië          |
| 12 augustus | 16:40 | Duitsland        | 6 - 5   | (0-2, 5-2, 0-0, 1-1) | China            |
| 14 augustus | 9:30  | Kroatië          | 13 - 5  | (4-1, 3-2, 2-1, 4-1) | Duitsland        |
| 14 augustus | 10:50 | Verenigde Staten | 2 - 4   | (0-0, 1-2, 0-2, 1-0) | Servië           |
| 14 augustus | 16:40 | China            | 7 - 19  | (2-5, 2-5, 1-4, 2-5) | Italië           |
| 16 augustus | 9:30  | Duitsland        | 8 - 7   | (2-1, 3-1, 0-2, 3-3) | Italië           |
| 16 augustus | 12:10 | Kroatië          | 5 - 7   | (2-2, 1-3, 0-0, 2-2) | Verenigde Staten |
| 16 augustus | 16:40 | Servië           | 15 - 5  | (5-2, 2-1, 4-2, 4-0) | China            |
| 18 augustus | 9:30  | Servië           | 12 - 13 | (3-3, 2-3, 3-5, 4-2) | Italië           |
| 18 augustus | 15:20 | Verenigde Staten | 8 - 7   | (3-2, 2-1, 2-2, 1-2) | Duitsland        |
| 18 augustus | 16:40 | China            | 4 - 16  | (0-4, 0-3, 1-1, 3-8) | Kroatië          |

| Groep B |                  |             |             |             |             |            |            |            |        |
| Nr.     | Land             | Wedstrijden | Wedstrijden | Wedstrijden | Wedstrijden | Doelpunten | Doelpunten | Doelpunten | Punten |
| Nr.     | Land             | G           | W           | G           | V           | V          | T          | Saldo      | Punten |
| 1       | Verenigde Staten | 5           | 4           | 0           | 1           | 37         | 31         | +6         | 8      |
| 2       | Kroatië          | 5           | 4           | 0           | 1           | 56         | 31         | +25        | 8      |
| 3       | Servië           | 5           | 3           | 0           | 2           | 50         | 38         | +12        | 6      |
| 4       | Duitsland        | 5           | 2           | 0           | 3           | 33         | 44         | -11        | 4      |
| 5       | Italië           | 5           | 2           | 0           | 3           | 57         | 50         | +7         | 4      |
| 6       | China            | 5           | 0           | 0           | 5           | 25         | 64         | -39        | 0      |

### Kwartfinaleronde

#### 7e/12e plaats
| Datum       | Uur   | Land        | Uitslag | Periode              | Land   |
| ----------- | ----- | ----------- | ------- | -------------------- | ------ |
| 20 augustus | 9:30  | Canada      | 11 - 13 | (1-4, 3-2, 3-3, 4-4) | Italië |
| 20 augustus | 10:50 | Griekenland | 13 - 8  | (3-1, 4-4, 2-0, 4-3) | China  |

#### Kwartfinales
| Datum       | Uur   | Land       | Uitslag | Periode              | Land    |
| ----------- | ----- | ---------- | ------- | -------------------- | ------- |
| 20 augustus | 16:00 | Montenegro | 7 - 6   | (3-1, 2-3, 1-0, 1-2) | Kroatië |
| 20 augustus | 17:20 | Spanje     | 5 - 9   | (1-0, 1-5, 1-2, 2-2) | Servië  |

### Halve finaleronde

#### 7e/10e plaats
| Datum       | Uur   | Land      | Uitslag | Periode                             | Land        |
| ----------- | ----- | --------- | ------- | ----------------------------------- | ----------- |
| 22 augustus | 10:50 | Australië | 17 - 16 | (4-2, 1-5, 4-0, 1-3, 0-1, 3-2, 4-3) | Italië      |
| 22 augustus | 17:00 | Duitsland | 9 - 13  | (3-3, 1-3, 2-4, 3-3)                | Griekenland |

#### Halve finales
| Datum       | Uur   | Land             | Uitslag | Periode              | Land       |
| ----------- | ----- | ---------------- | ------- | -------------------- | ---------- |
| 22 augustus | 18:20 | Hongarije        | 11 - 9  | (3-4, 3-3, 3-0, 2-2) | Montenegro |
| 22 augustus | 19:40 | Verenigde Staten | 10 - 5  | (3-3, 2-1, 2-1, 3-0) | Servië     |

### Plaatsingsronde

#### 11e/12e plaats
| Datum       | Uur  | Land   | Uitslag | Periode              | Land  |
| ----------- | ---- | ------ | ------- | -------------------- | ----- |
| 22 augustus | 9:30 | Canada | 8 - 7   | (1-1, 3-1, 1-2, 3-3) | China |

#### 9e/10e plaats
| Datum       | Uur  | Land   | Uitslag | Periode              | Land      |
| ----------- | ---- | ------ | ------- | -------------------- | --------- |
| 24 augustus | 9:30 | Italië | 10 - 8  | (4-3, 1-1, 1-1, 4-3) | Duitsland |

#### 7e/8e plaats
| Datum       | Uur   | Land      | Uitslag | Periode              | Land        |
| ----------- | ----- | --------- | ------- | -------------------- | ----------- |
| 24 augustus | 10:50 | Australië | 8 - 9   | (2-3, 2-2, 3-1, 1-3) | Griekenland |

#### 5e/6e plaats
| Datum       | Uur   | Land    | Uitslag | Periode              | Land   |
| ----------- | ----- | ------- | ------- | -------------------- | ------ |
| 24 augustus | 13:00 | Kroatië | 9 - 11  | (2-0, 3-5, 1-3, 3-3) | Spanje |

### Bronzen finale
| Datum       | Uur   | Land       | Uitslag | Periode              | Land   |
| ----------- | ----- | ---------- | ------- | -------------------- | ------ |
| 24 augustus | 14:20 | Montenegro | 4 - 6   | (0-2, 1-2, 1-2, 2-0) | Servië |

### Finale
| Datum       | Uur   | Land      | Uitslag | Periode              | Land             |
| ----------- | ----- | --------- | ------- | -------------------- | ---------------- |
| 24 augustus | 15:40 | Hongarije | 14 - 10 | (6-4, 3-4, 2-1, 3-1) | Verenigde Staten |

### Eindrangschikking
| Goud | Zilver | Brons | 4 |
| Hongarije Tibor Benedek Péter Biros István Gergely Norbert Hosnyánszky Tamás Kásás Gábor Kis Gergely Kiss Norbert Madaras Tamás Molnár Zoltán Szécsi Dániel Varga Dénes Varga Tamás Varga                                                                                                 | Verenigde Staten Tony Azevedo Ryan Bailey Laybe Beaubien Brandon Brooks Peter Hudnut Tim Hutten James Krumpholz Rick Merlo Merill Moses Jeffrey Powers Jesse Smith Peter Varellas Adam Wright                   | Servië Denis Šefik Andrija Prlainović Živko Gocić Vanja Udovičić Dejan Savić Duško Pijetlović Nikola Rađen Filip Filipović Aleksandar Ćirić Aleksandar Šapić Vladimir Vujasinović Branko Peković Slobodan Soro                                                           | Montenegro Zdravko Radić Miloš Šćepanović Draško Brguljan Vladimir Gojković Aleksandar Ivović Mlađan Janović Nikola Janović Predrag Jokić Vjekoslav Pasković Milan Tičić Veljko Uskoković Nikola Vukčević Boris Zloković |
| 5 | 6 | 7 | 8 |
| Spanje Iñaki Aguilar Vicente Ángel Luis Andreo Gabán Iván Gallego Vela Javier García Gadea Mario José García Rodríguez Svilen Ivanov David Martín Lozano Marc Minguell Alférez Guillermo Molina Ríos Ibán Pérez Manzanares Felipe Perrone Rocha Ricardo Perrone Rocha Xavier Vallès Trias | Kroatië Frano Vićan Josip Pavić Damir Burić Andro Bušlje Zdeslav Vrdoljak Aljoša Kunac Maro Joković Mile Smodlaka Teo Đogaš Pavo Marković Samir Barač Igor Hinić Miho Bošković                                  | Griekenland Anastasios Schizas Dimitrios Mazis Argyris Theodoropoulos Nikolaos Deligiannis Ioannis Thomakos Dimitrios Miteloudis Christos Afroudakis Georgios Reppas Georgios Afroudakis Konstantinos Kokkinakis Georgios Ntoskas Emmanouil Mylonakis Antonios Vlontakis | Australië Rafael Sterk Pietro Figlioli Sam McGregor Tim Neesham Thomas Whalan James Stanton Richie Campbell Anthony Martin Gavin Woods Trent Franklin Robert Maitland Jamie Beadsworth Rhys Howden                       |
| 9 | 10 | 11 | 12 |
| Italië Alberto Angelini Fabio Bencivenga Fabrizio Buonocore Leonardo Binchi Luigi di Costanzo Federico Mistrangelo Fabio Violetti Leonardo Sottani Alessandro Calcaterra Stefano Tempesti Andrea Mangiante Valentino Gallo Maurizio Felugo                                                | Duitsland Tobias Kreuzmann Sören Mackeben Florian Naroska Heiko Nossek Moritz Oeler Marc Politze Julian Real Marko Savic Thomas Schertwitis Andreas Schlotterbeck Marko Stamm Alexander Tchigir Michael Zellmer | Canada Robin Randall Constantine Kudaba Kevin Mitchell Justin Boyd Thomas Marks Brandon Jung Kevin Graham Aaron Feltham Sasa Palamarevic Jean Sayegh Nathaniel Miller Nic Youngblud Devon Diggle                                                                         | China Wang Yong Tan Feihu Wang Beiming Xie Junmin Han Zhidong Ma Jianjun Liang Zhongxing Wang Yang Yu Lijun Wu Zhiyu Ge Weiqing Li Bin Li Jun                                                                            |

## Vrouwen

### Voorronde

#### Groep A
| Datum       | Uur   | Land             | Uitslag | Periode              | Land             |
| ----------- | ----- | ---------------- | ------- | -------------------- | ---------------- |
| 11 augustus | 14:20 | Rusland          | 8 - 9   | (3-3, 2-1, 2-3, 1-2) | Italië           |
| 11 augustus | 17:00 | Verenigde Staten | 12 - 11 | (3-3, 5-4, 2-2, 2-2) | China            |
| 13 augustus | 15:40 | Verenigde Staten | 9 - 9   | (0-2, 4-2, 2-2, 3-3) | Italië           |
| 13 augustus | 17:00 | Rusland          | 11 - 13 | (2-3, 5-4, 3-1, 1-5) | China            |
| 15 augustus | 14:20 | Rusland          | 7 - 12  | (0-5, 3-2, 2-4, 2-1) | Verenigde Staten |
| 15 augustus | 17:00 | Italië           | 10 - 9  | (2-2, 4-2, 2-4, 2-1) | China            |

| Groep A |                  |             |             |             |             |            |            |            |        |
| Nr.     | Land             | Wedstrijden | Wedstrijden | Wedstrijden | Wedstrijden | Doelpunten | Doelpunten | Doelpunten | Punten |
| Nr.     | Land             | G           | W           | G           | V           | V          | T          | Saldo      | Punten |
| 1       | Verenigde Staten | 3           | 2           | 1           | 0           | 33         | 27         | +6         | 5      |
| 2       | Italië           | 3           | 2           | 1           | 0           | 28         | 26         | +2         | 5      |
| 3       | China            | 3           | 1           | 0           | 2           | 33         | 33         | 0          | 2      |
| 4       | Rusland          | 3           | 0           | 0           | 3           | 26         | 34         | -8         | 0      |

#### Groep B
| Datum       | Uur   | Land        | Uitslag | Periode              | Land        |
| ----------- | ----- | ----------- | ------- | -------------------- | ----------- |
| 11 augustus | 13:00 | Hongarije   | 11 - 9  | (3-3, 3-2, 4-3, 1-1) | Nederland   |
| 11 augustus | 15:40 | Griekenland | 6 - 8   | (2-5, 2-2, 1-1, 1-0) | Australië   |
| 13 augustus | 13:00 | Hongarije   | 7 - 7   | (1-1, 1-1, 1-2, 4-3) | Australië   |
| 13 augustus | 14:20 | Griekenland | 6 - 9   | (3-3, 2-2, 1-3, 0-1) | Nederland   |
| 15 augustus | 13:00 | Nederland   | 9 - 10  | (1-2, 2-2, 1-2, 5-4) | Australië   |
| 15 augustus | 15:40 | Hongarije   | 10 - 4  | (1-1, 3-1, 3-0, 3-2) | Griekenland |

| Groep B |             |             |             |             |             |            |            |            |        |
| Nr.     | Land        | Wedstrijden | Wedstrijden | Wedstrijden | Wedstrijden | Doelpunten | Doelpunten | Doelpunten | Punten |
| Nr.     | Land        | G           | W           | G           | V           | V          | T          | Saldo      | Punten |
| 1       | Hongarije   | 3           | 2           | 1           | 0           | 28         | 20         | +8         | 5      |
| 2       | Australië   | 3           | 2           | 1           | 0           | 25         | 22         | +3         | 5      |
| 3       | Nederland   | 3           | 1           | 0           | 2           | 27         | 27         | 0          | 2      |
| 4       | Griekenland | 3           | 0           | 0           | 3           | 16         | 27         | -11        | 0      |

### Kwartfinales
| 17 augustus 2008 14:20 | China                                  | 11–12 | Australië | Yingdong Natatorium Scheidsrechters: Patelli (BRA), Moliner Molins (ESP) |
| 17 augustus 2008 14:20 | Scores in periodes: 4-4, 2-2, 2-4, 3-2 |       |           | Yingdong Natatorium Scheidsrechters: Patelli (BRA), Moliner Molins (ESP) |
| 17 augustus 2008 14:20 | Ma 3                                   | Goals | Gynther 5 | Yingdong Natatorium Scheidsrechters: Patelli (BRA), Moliner Molins (ESP) |

| 17 augustus 2008 15:40 | Italië                                                                | 11–13 | Nederland | Yingdong Natatorium Scheidsrechters: Bock (GER), Argyros (GRE) |
| 17 augustus 2008 15:40 | Scores in periodes: 2-2, 3-1, 2-3, 1-2 . Overtime: 0-0, 0-0, 3-5 (sb) |       |           | Yingdong Natatorium Scheidsrechters: Bock (GER), Argyros (GRE) |
| 17 augustus 2008 15:40 | Zanchi 4                                                              | Goals | Cabout 4  | Yingdong Natatorium Scheidsrechters: Bock (GER), Argyros (GRE) |

### Plaatsingsronde

#### 7e/8e plaats
| 17 augustus 2008 13:00 | Rusland                                | 12–6  | Griekenland | Yingdong Natatorium Scheidsrechters: Knights(NZL), Pinker (RSA) |
| 17 augustus 2008 13:00 | Scores in periodes: 3-2, 4-1, 3-1, 2-2 |       |             | Yingdong Natatorium Scheidsrechters: Knights(NZL), Pinker (RSA) |
| 17 augustus 2008 13:00 | Shepelina 3, Konukh 3                  | Goals | Roumpesi 4  | Yingdong Natatorium Scheidsrechters: Knights(NZL), Pinker (RSA) |

#### 5e/6e plaats
| 19 augustus 2008 13:00 | China                                  | 10–7  | Italië     | Yingdong Natatorium Scheidsrechters: Tulga (TUR), Turcotte (CAN) |
| 19 augustus 2008 13:00 | Scores in periodes: 3-1, 2-3, 1-3, 4-0 |       |            | Yingdong Natatorium Scheidsrechters: Tulga (TUR), Turcotte (CAN) |
| 19 augustus 2008 13:00 | Gao 4                                  | Goals | di Mario 3 | Yingdong Natatorium Scheidsrechters: Tulga (TUR), Turcotte (CAN) |

### Halve finales
| 19 augustus 2008 14:20 | Verenigde Staten                       | 9–8   | Australië | Yingdong Natatorium Scheidsrechters: Margeta (SLO), Caputi (ITA) |
| 19 augustus 2008 14:20 | Scores in periodes: 2-2, 2-2, 4-1, 1-3 |       |           | Yingdong Natatorium Scheidsrechters: Margeta (SLO), Caputi (ITA) |
| 19 augustus 2008 14:20 | Villa 3                                | Goals | Gynther 3 | Yingdong Natatorium Scheidsrechters: Margeta (SLO), Caputi (ITA) |

| 19 augustus 2008 15:40 | Hongarije                              | 7–8   | Nederland                   | Yingdong Natatorium Scheidsrechters: Brguljan (MNE), Antsiferov (RUS) |
| 19 augustus 2008 15:40 | Scores in periodes: 2-1, 1-3, 3-3, 1-1 |       |                             | Yingdong Natatorium Scheidsrechters: Brguljan (MNE), Antsiferov (RUS) |
| 19 augustus 2008 15:40 | Pelle 3                                | Goals | van den Ham 3, van Belkum 3 | Yingdong Natatorium Scheidsrechters: Brguljan (MNE), Antsiferov (RUS) |

### Bronzen finale
| 21 augustus 2008 17:00 | Australië                                                             | 12–11 | Hongarije             | Yingdong Natatorium Scheidsrechters: Antsiferov (RUS), Rak (CRO) |
| 21 augustus 2008 17:00 | Scores in periodes: 2-2, 1-3, 3-1, 1-1 . Overtime: 2-1, 0-1, 3-2 (sb) |       |                       | Yingdong Natatorium Scheidsrechters: Antsiferov (RUS), Rak (CRO) |
| 21 augustus 2008 17:00 | Nox 3, Gynther 3                                                      | Goals | Kisteleki 4, Valkai 3 | Yingdong Natatorium Scheidsrechters: Antsiferov (RUS), Rak (CRO) |

### Finale
| 21 augustus 2008 18:20 | Verenigde Staten                       | 8–9   | Nederland   | Yingdong Natatorium Scheidsrechters: Kiszelly (HUN), Caputi (ITA) |
| 21 augustus 2008 18:20 | Scores in periodes: 2-4, 3-1, 1-2, 2-2 |       |             | Yingdong Natatorium Scheidsrechters: Kiszelly (HUN), Caputi (ITA) |
| 21 augustus 2008 18:20 | Steffens 2                             | Goals | de Bruijn 7 | Yingdong Natatorium Scheidsrechters: Kiszelly (HUN), Caputi (ITA) |

### Eindrangschikking
| Goud | Zilver | Brons | 4 |
| Nederland Iefke van Belkum Gillian van den Berg Daniëlle de Bruijn Mieke Cabout Rianne Guichelaar Biurakn Hakhverdian Marieke van den Ham Noeki Klein Simone Koot Ilse van der Meijden Meike de Nooy Alette Sijbring Yasemin Smit | Verenigde Staten Elizabeth Armstrong Patty Cardenas Kami Craig Natalie Golda Alison Gregorka Brittany Hayes Jamie Hipp Moriah van Norman Heather Petri Jessica Steffens Brenda Villa Lauren Wenger Elsie Windes  | Australië Gemma Beadsworth Nikita Cuffe Suzie Fraser Taniele Gofers Kate Gynther Amy Hetzel Bronwen Knox Emma Knox Alicia McCormick Melissa Rippon Rebecca Rippon Jenna Santoromito Mia Santoromito                                        | Hongarije Fruzsina Bravik Rita Dravucz Anett Timea Gyore Patricia Horvath Dora Agnes Kisteleki Aniko Pelle Agnes Primasz Mercedes Stieber Krisztina Szremko Orsolya Takacs Agnes Valkai Krisztina Zantleitner Ildiko Zirighne                                   |
| 5 | 6 | 7 | 8 |
| China Yang Jun Teng Fei Liu Ping Sun Yujun He Jin Sun Yating Wang Ying Gao Ao Wang Yi Ma Huanhuan Sun Huizi Qiao Leiying Tan Ying                                                                                                 | Italië Federica Rocco Chiara Brancati Silvia Bosurgi Teresa Frassinetti Martina Miceli Maddalena Musumeci Francesca Pavan Cinzia Ragusa Tania di Mario Elisa Casanova Elena Gigli Manuela Zanchi Erzsebet Valkai | Rusland Sofia Konoukh Valentina Vorontsova Elena Smurova Olga Belyaeva Evgenia Soboleva Ekaterina Pantyulina Alena Vylegzhanina Natalia Shepelina Evgeniya Protsenko Olga Turova Ekaterina Prokofyeva Nadezda Glyzina Oleksandra Karpovich | Griekenland Alexandra Asimaki Christina Chrysoula Tsoukala Georgia Lara Kyriaki Liosi Evangelia Moraitidou Maria Tsouri Stavroula Kozompoli Aikaterini Oikonomopoulou Georgia Ellinaki Sofia Iosifidou Antigoni Roumpesi Angeliki Gerolymou Stavroula Antonakou |

## Medaillespiegel
| Plaats | Land             | NOC    | Goud | Zilver | Brons | Totaal |
| ------ | ---------------- | ------ | ---- | ------ | ----- | ------ |
| 1      | Hongarije        | HUN    | 1    | 0      | 0     | 1      |
| 1      | Nederland        | NED    | 1    | 0      | 0     | 1      |
| 3      | Verenigde Staten | USA    | 0    | 2      | 0     | 2      |
| 4      | Australië        | AUS    | 0    | 0      | 1     | 1      |
| 4      | Servië           | SRB    | 0    | 0      | 1     | 1      |
| Totaal | Totaal           | Totaal | 2    | 2      | 2     | 6      |